# Nebulosa protosolar

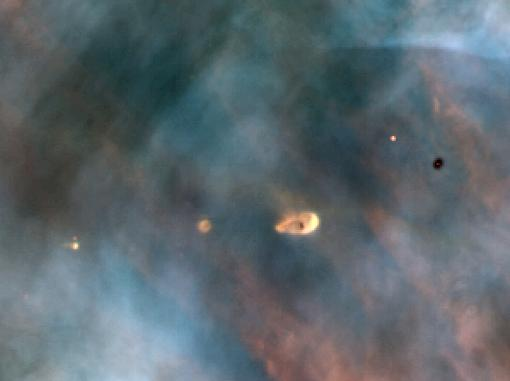
Pequeña porción de Orión con gases que recuerdan a una nebulosa protosolar.

La nebulosa protosolar fue la nube de gas o disco de acrecimiento en la que se formó el sistema solar. La hipótesis nebular fue propuesta en 1755 por el geógrafo y filósofo alemán Immanuel Kant quien hipotetizó que la nebulosa solar rotaba lentamente en su origen. Esta nebulosa solar se fue condensando al enfriarse y aplanando gradualmente por el efecto combinado de las fuerzas de gravedad y centrípeta formando, con el tiempo, la estrella central y los planetas. Partiendo de este modelo Pierre-Simon Laplace formuló en 1796 una teoría más detallada, pero no más acertada, de la formación del sistema solar a partir de una nebulosa rotante primigenia. El concepto moderno equivalente al de nebulosa solar es el de disco de acrecimiento. Tales discos o nebulosas protoplanetarias han podido ser observados alrededor de estrellas muy jóvenes.
La hipótesis nebular se basa en la observación de que todos los planetas orbitan alrededor del Sol en el mismo sentido y sobre un mismo plano denominado eclíptica con ligeras inclinaciones con respecto a esta. Además, el plano de la eclíptica coincide de manera aproximada con el ecuador solar.
Se piensa que las lunas de los planetas gigantes se formaron en un proceso similar creciendo a partir de un disco de acrecimiento que alimentaba de masa los planetas en su formación. Por el contrario actualmente se considera que la formación de la Luna ocurrió de manera muy diferente tras el impacto con un protoplaneta del tamaño de Marte. Así mismo, algunas lunas de otros planetas que giran en órbitas retrógradas o caóticas se considera que son asteroides o núcleos cometarios capturados más recientemente.
Las diferencias de composición química e isotópica de los diferentes cuerpos del sistema solar permiten explorar las condiciones iniciales en la nebulosa solar. Se estima que la masa mínima necesaria para formar los planetas a partir del material presente en la nebulosa solar considerando una composición de elementos ligeros (hidrógeno y helio) y elementos pesados similares a la del Sol podría ser de un 1 % de la masa solar.

## Historia

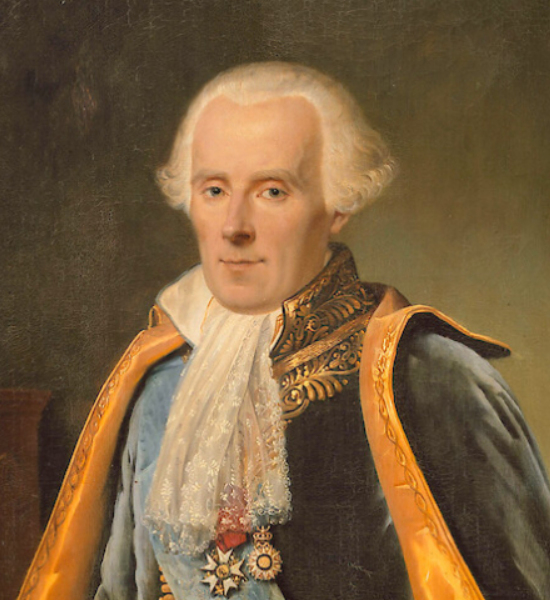
Pierre-Simon Laplace, uno de los creadores de la hipótesis de la nebulosa protosolar.

Las ideas sobre el origen y el destino del mundo se remontan a los primeros escritos conocidos; sin embargo, durante casi todo ese tiempo, no se intentó vincular dichas teorías a la existencia de un "Sistema Solar", simplemente porque no se pensaba en general que el sistema solar, en el sentido en que lo entendemos ahora, existiera. El primer paso hacia una teoría de la formación y evolución del sistema solar fue la aceptación general del heliocentrismo, que situaba al Sol en el centro del sistema y a la Tierra en órbita alrededor de él. Este concepto se había desarrollado durante milenios (Aristarco de Samos lo había sugerido ya en el año 250 a. C.), pero no fue ampliamente aceptado hasta finales del siglo XVII. El primer uso registrado del término "Sistema Solar" data de 1704.
La actual teoría estándar para la formación del sistema solar, la hipótesis nebular, ha entrado y salido de escena desde su formulación por Emanuel Swedenborg, Immanuel Kant y Pierre-Simon Laplace en el siglo XVIII. La crítica más importante a la hipótesis era su aparente incapacidad para explicar la relativa falta de momento angular del Sol en comparación con los planetas. Sin embargo, desde principios de la década de 1980, los estudios de las estrellas jóvenes han demostrado que están rodeadas de discos fríos de polvo y gas, exactamente como predice la hipótesis nebular, lo que ha llevado a su readmisión.
Para entender cómo se espera que el Sol siga evolucionando era necesario comprender la fuente de su energía. La confirmación por parte de Arthur Stanley Eddington de la teoría de la relatividad de Albert Einstein le llevó a comprender que la energía del Sol proviene de reacciones de fusión nuclear en su núcleo, fusionando hidrógeno en helio. En 1935, Eddington fue más allá y sugirió que otros elementos también podrían formarse dentro de las estrellas. Fred Hoyle elaboró esta premisa argumentando que las estrellas evolucionadas llamadas gigantes rojas crearon muchos elementos más pesados que el hidrógeno y el helio en sus núcleos. Cuando una gigante roja se deshace finalmente de sus capas exteriores, estos elementos se reciclarían para formar otros sistemas estelares.

## Hipótesis de la nebulosa protosolar

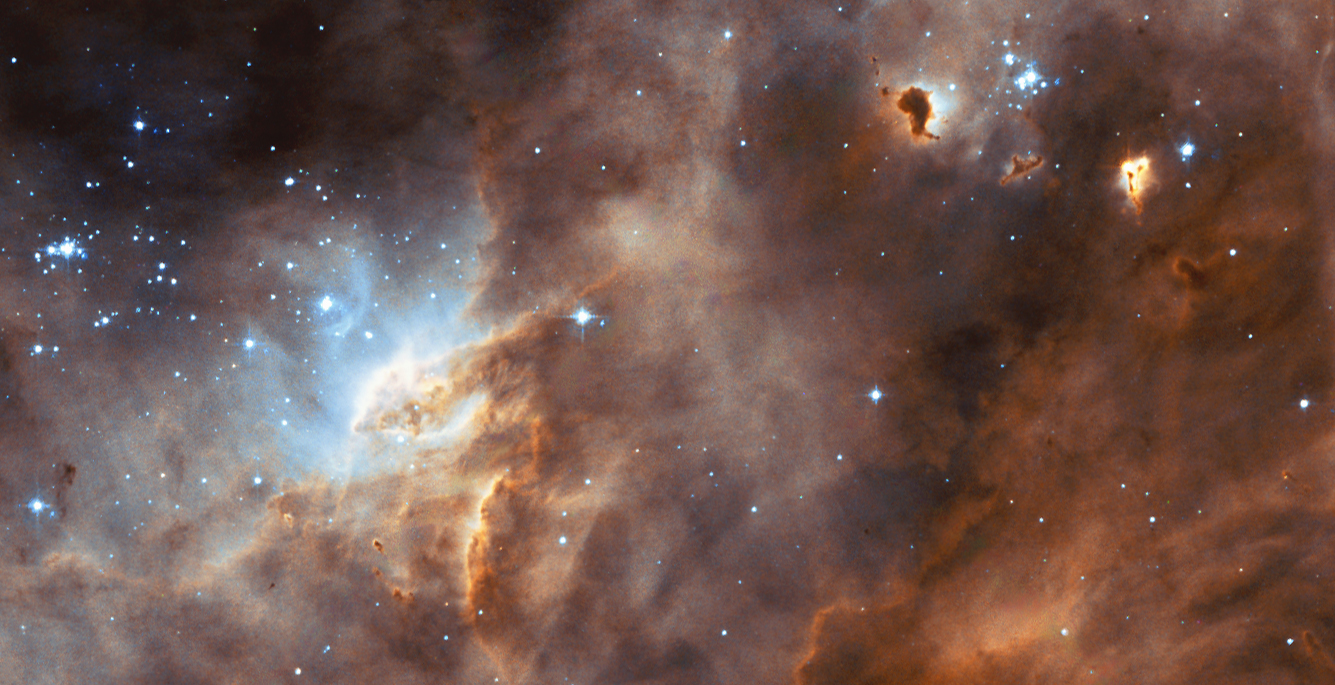
La región de formación estelar N11B en el LMC tomada por WFPC2 en el Telescopio Espacial Hubble de la NASA/ESA.

La hipótesis nebular dice que el sistema solar se formó a partir del colapso gravitacional de un fragmento de una nube molecular gigante. La nube tenía unos 20 parsec (65 años luz), mientras que los fragmentos tenían aproximadamente 1 parsec (tres y un cuarto de año luz). El posterior colapso de los fragmentos condujo a la formación de densos núcleos de 0,01-0,1 parsec (2000-20 000 AU) de tamaño. Uno de estos fragmentos en colapso (conocido como nebulosa presolar) formó lo que se convirtió en el sistema solar. La composición de esta región con una masa ligeramente superior a la del Sol la masa solar era aproximadamente la misma que la del Sol actual, con hidrógeno, junto con helio y trazas de litio producidas por la nucleosíntesis del Big Bang, formando alrededor del 98 % de su masa. El 2 % restante de la masa consistía en elementos más pesados que fueron creados por nucleosíntesis en generaciones anteriores de estrellas. A finales de la vida de estas estrellas, expulsaron elementos más pesados al medio interestelar.
Las más antiguas inclusiones descubiertas en meteoritos, se cree se relacionan con el primer material sólido que formó la nebulosa protosolar, tienen unos 4,568.2 millones de años de antigüedad, que es una definición de la edad del sistema solar. Los estudios de meteoritos antiguos indican trazas de hijas estables de nucleidos de isótopos de vidas medias cortas, tales como  hierro-60, que solo se produce en estrellas de vidas cortas que explotan. Ello indica que hubo una o más supernovas en las inmediaciones. Una onda de choque de una supernova es posible haya producido el comienzo del proceso de creación del Sol al crear regiones relativamente más densas dentro de la nube, dando lugar a que dichas regiones colapsen. Dado que sólo las estrellas masivas y de corta vida producen supernovas, el Sol debe haberse formado en una gran región de formación estelar que produjo estrellas masivas, posiblemente similar a la Nebulosa de Orión. Los estudios de la estructura del cinturón de Kuiper y de los materiales anómalos en su interior sugieren que el Sol se formó dentro de un cúmulo de entre 1000 y 10 000 estrellas con un diámetro de entre 6,5 y 19,5 años luz y una masa colectiva de 3000 masas solares. Este cúmulo comenzó a separarse entre 135 y 535 millones de años después de su formación. Varias simulaciones de nuestro joven Sol interactuando con estrellas que pasan cerca durante los primeros 100 millones de años de su vida producen órbitas anómalas observadas en el sistema solar exterior, como objetos desprendidos.
Debido a la conservación del momento angular, la nebulosa giraba más rápido al colapsar. A medida que el material dentro de la nebulosa se condensaba, los átomos dentro de ella comenzaron a chocar con una frecuencia creciente, convirtiendo su energía cinética en calor. El centro, donde se acumulaba la mayor parte de la masa, se volvió cada vez más caliente que el disco circundante. A lo largo de unos 100 000 años, las fuerzas de la gravedad, la presión del gas, los campos magnéticos y la rotación, que compiten entre sí, hicieron que la nebulosa en contracción se aplanara en un disco protoplanetario giratorio con un diámetro de unas 200 UA y formara una protoestrella caliente y densa. (una estrella en la que aún no se ha iniciado la fusión del hidrógeno) en el centro.
En este punto de su evolución, se cree que el Sol fue una estrella T Tauri. Los estudios de las estrellas T Tauri muestran que a menudo van acompañadas de discos de materia preplanetaria con masas de 0,001-0,1 masas solares. Estos discos se extienden hasta varios cientos AU —el telescopio espacial Hubble ha observado discos protoplanetarios de hasta 1000 UA de diámetro en regiones de formación estelar como la nebulosa de Orión— y son bastante fríos, ya que alcanzan una temperatura superficial de sólo unos 1000 K en su punto más caliente.
En 50 millones de años, la temperatura y la presión en el núcleo del Sol llegaron a ser tan grandes que su hidrógeno comenzó a fusionarse, creando una fuente interna de energía que contrarrestó la contracción gravitatoria hasta que se alcanzó el equilibrio hidrostático.

## Futuro
Los astrónomos estiman que el estado actual del sistema solar no cambiará drásticamente hasta que el Sol haya fusionado casi todo el combustible de hidrógeno de su núcleo en helio, comenzando su evolución desde la secuencia principal del diagrama de Hertzsprung-Russell hasta su fase de gigante roja. El sistema solar seguirá evolucionando hasta entonces. Con el tiempo, es probable que el Sol se expanda lo suficiente como para abrumar a los planetas interiores (Mercurio, Venus y posiblemente la Tierra), pero no a los planetas exteriores, incluidos Júpiter y Saturno. Posteriormente, el Sol quedaría reducido al tamaño de una enana blanca, y los planetas exteriores y sus lunas continuarían orbitando este diminuto remanente solar. Este desarrollo futuro puede ser similar a la detección observada de MOA-2010-BLG-477L b, un exoplaneta del tamaño de Júpiter que orbita su estrella enana blanca anfitriona MOA-2010-BLG-477L.